# 수라마두 대교
수라마두 대교(인도네시아어: Jembatan Suramadu 잘란 똘 발리 만다라[*], 영어: Suramadu Bridge)는 인도네시아 공화국 동자와 주에 고속도로이다. 또한 이 대교의 이름은 "수라바야 시"와 "마두라 섬"으로 만들었다.

## 나들목 · 분기점 · 요금소
| 나들목          | 인도네시아어 이름    | 거리(km) | 목적지   |
| --------------- | -------------------- | -------- | -------- |
| 수라바야 나들목 | Pintu Tol Surabaya   | 0.0      | 수라바야 |
| 수라바야 요금소 | Gerbang Tol Surabaya |          |          |
| 마두라 요금소   | Gerbang Tol Madura   |          |          |
| 마두라 나들목   | Pintu Tol Madura     | 5.4      | 마두라섬 |